# Waarnemend president van de Verenigde Staten
Een waarnemend president van de Verenigde Staten is een persoon die tijdelijk dienstdoet als president van de Verenigde Staten, wanneer de president zijn of haar functies tijdelijk niet kan vervullen. Deze functie werd ingevoerd onder het 25ste amendement van de Amerikaanse Grondwet. De waarnemend president heeft alle presidentiële macht en verplichtingen tijdens zijn of haar termijn.

## Historie van waarnemend presidenten
Tot op de dag van vandaag zijn er drie waarnemend presidenten geweest:
- Vicepresident George H.W. Bush voor president Ronald Reagan, toen hij een operatie moest ondergaan op 13 juli 1985.[1]
- Vicepresident Dick Cheney voor president George W. Bush, toen hij een operatie moest ondergaan op 29 juni 2002[2] en op 21 juli 2007.[3]
- Vicepresident Kamala Harris voor president Joe Biden, toen hij wegens een coloscopie onder verdoving werd gebracht op 19 november 2021.[4]

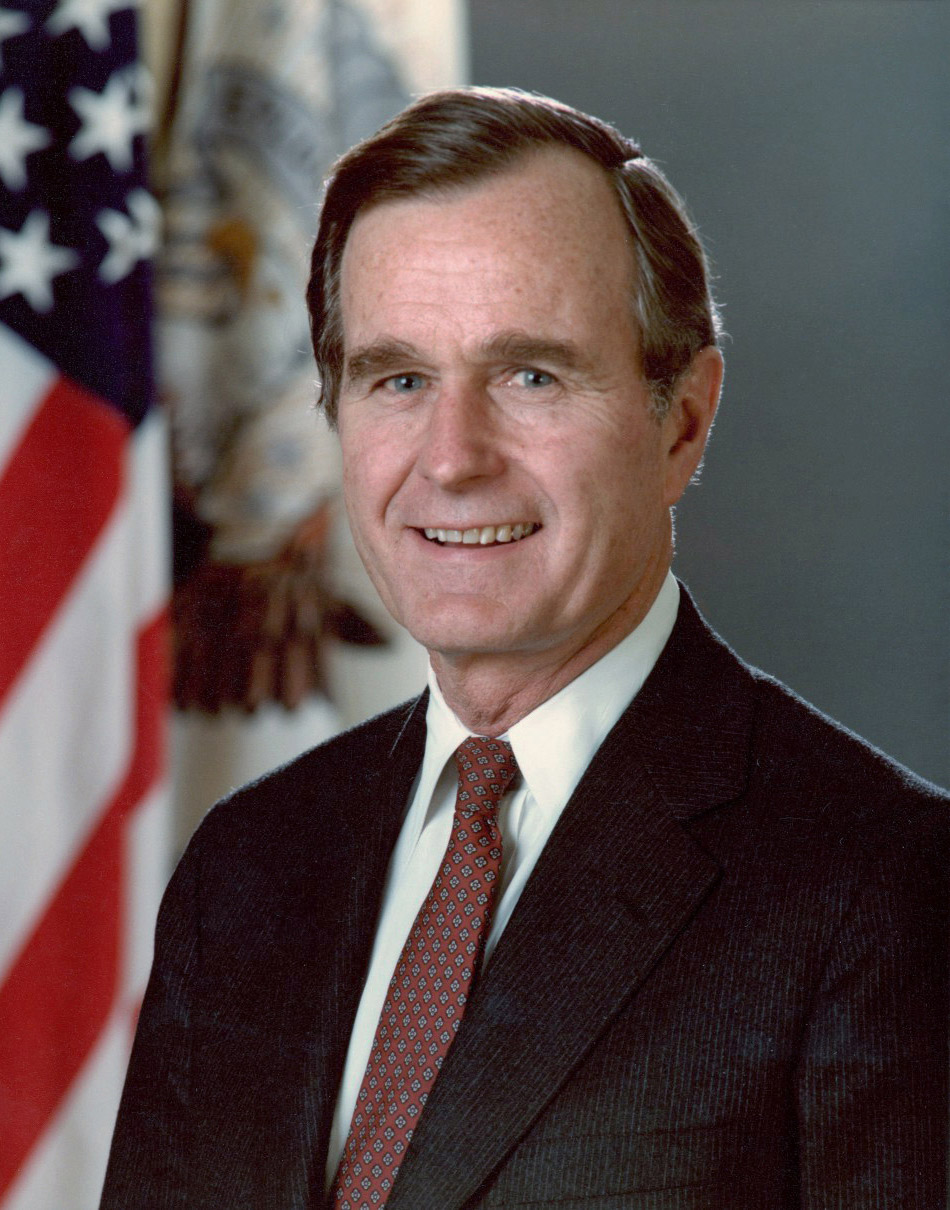
Waarnemend president George H.W. Bush
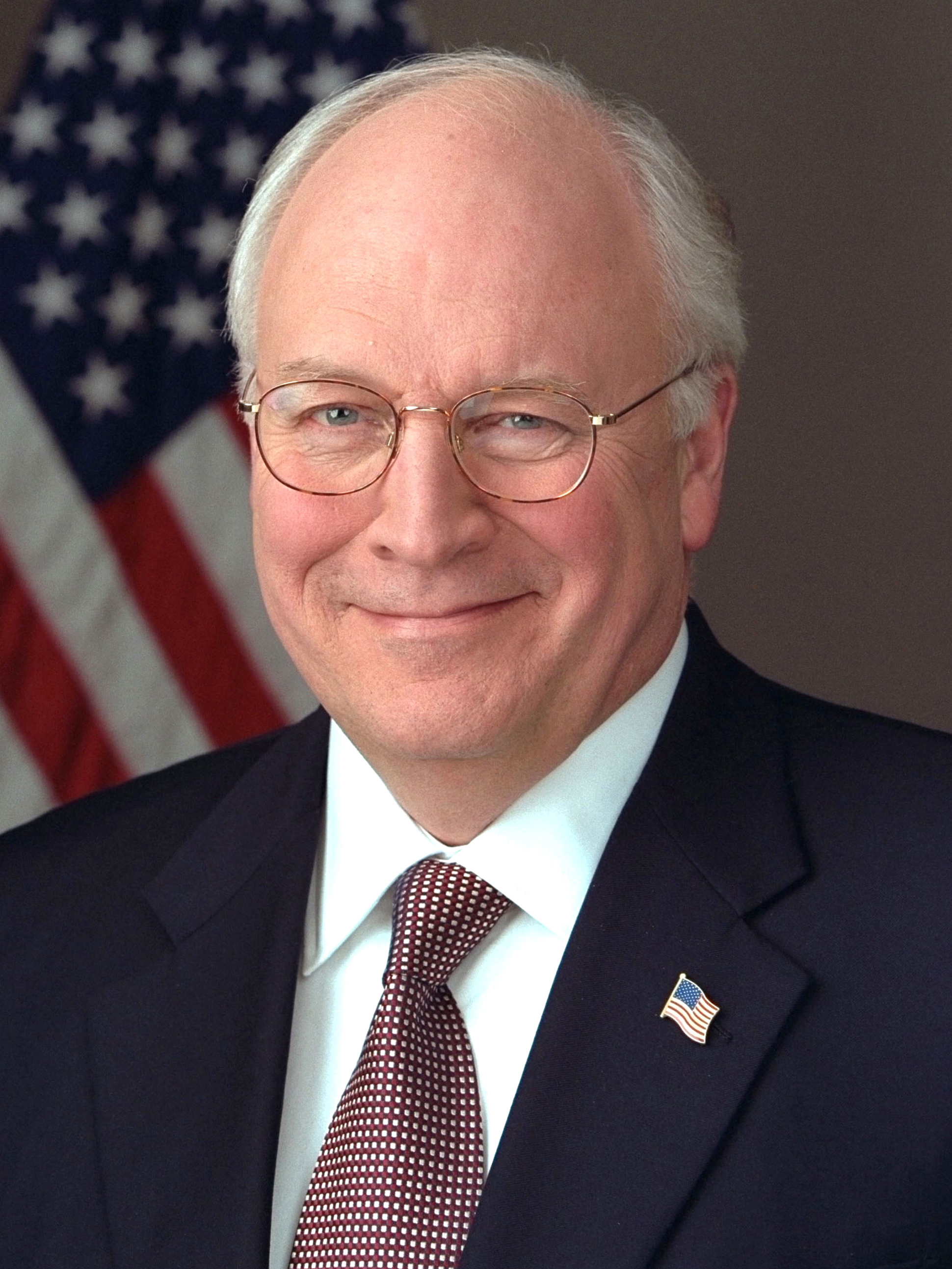
Waarnemend president Dick Cheney
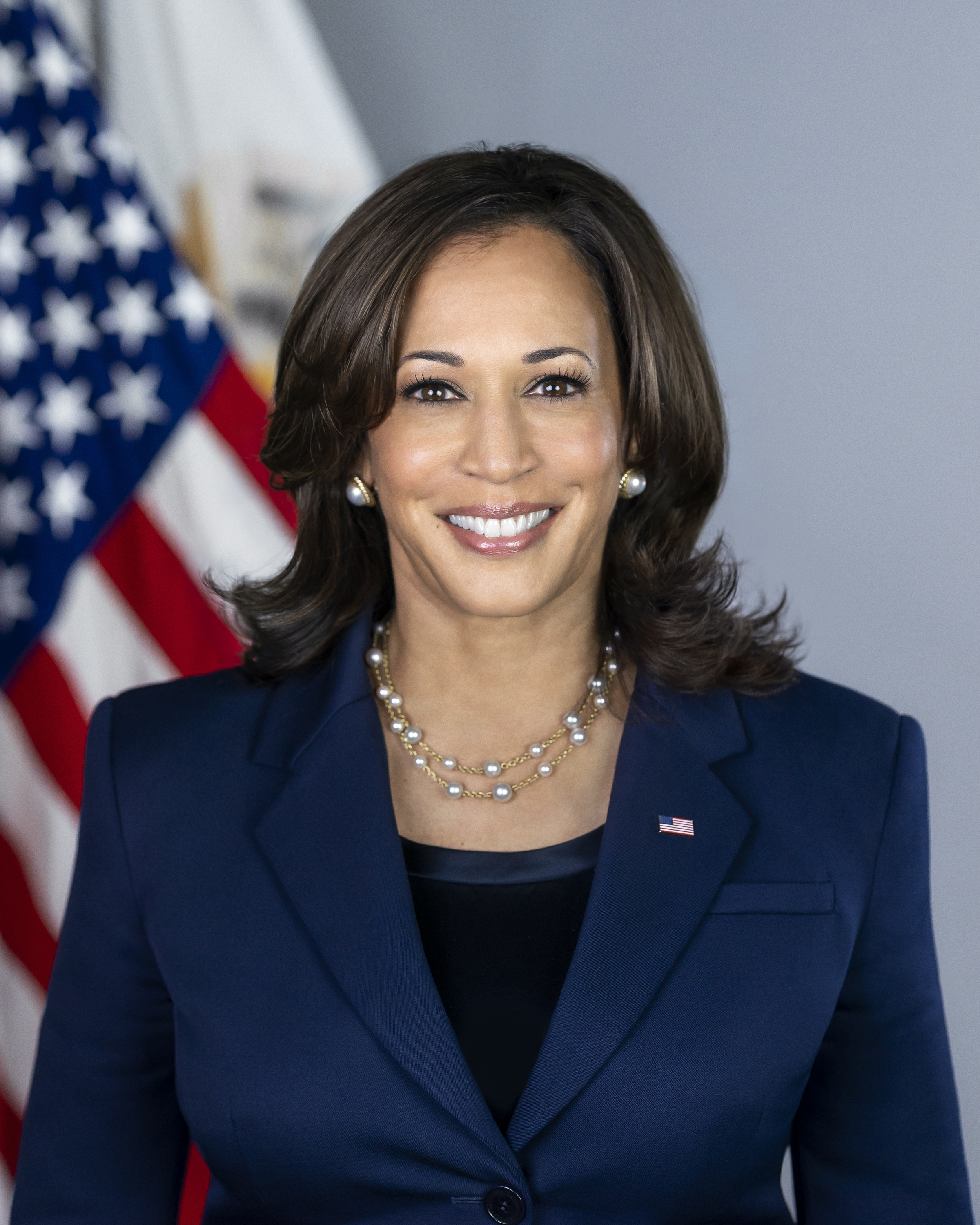
Waarnemend president Kamala Harris

In november 2019 onderging president Donald Trump een coloscopie. Hij hield deze geheim, ging niet onder verdoving en gaf vicepresident Mike Pence geen presidentiële macht.